# パパ!かっこつかないゼ
『パパ!かっこつかないゼ』は、1990年7月5日から9月20日までフジテレビ系列「木曜劇場」枠で放送されたテレビドラマ。主演は柴田恭兵。
妻に家出されたプレイボーイな悪役俳優の、小学生の子供の父親としての奮闘を描くコメディ。
出演者の1人である田代まさし氏が2000年以降に度重なる不祥事を起こして芸能界引退となり、それ以降は今作の再放送もソフト化も一切行われていない。

## キャスト
磯野辰男
演 - 柴田恭兵
竜二の父。悪役を演じることが中心の俳優。
日下時子
演 - 南果歩
葛木真弓
演 - 室井滋
磯野竜二
演 - 土倉有貴
辰男の息子で小学生。父が悪役俳優ということで学校でいじめられるため、父が悪役を演じることを快く思っていない。
福島里香
演 - 桜井幸子
竹田秀昭
演 - 山田辰夫
辰男の役者仲間。
山科雅彦
演 - 田代まさし
高梨緑
演 - 西田ひかる
竜二の家庭教師。
有村かなえ
演 - 梶芽衣子
辰男が親権を争うために雇った弁護士。
入江聡子
演 - 手塚理美
磯野（宮下）美奈子
演 - 風吹ジュン
辰男の元妻で竜二の母。女癖の悪い辰男に愛想を尽かし家を出ていってしまう。
及川誠二
演 - 橋爪功

### ゲスト
浪人
演 - 森聖二
田中監督
演 - 五代高之
その他
演 - 磯野貴理子、小森愛

## スタッフ
- 企画：前田和也、亀山千広
- 脚本：岩佐憲一
- 演出：若松節朗、松田秀知
- プロデュース：関口静夫
- 音楽：芳野藤丸
- 主題歌：柴田恭兵「BREAK OUT」
- タイトルバック振付： 謝珠栄
- 技斗：高瀬将嗣
- カースタント：高橋レーシング
- 技術協力：バスク、渋谷ビデオスタジオ
- 制作：フジテレビ、共同テレビ

## 放送日程
| 各話   | 放送日  |
| ------ | ------- |
| 第1話  | 7月05日 |
| 第2話  | 7月12日 |
| 第3話  | 7月19日 |
| 第4話  | 7月26日 |
| 第5話  | 8月02日 |
| 第6話  | 8月09日 |
| 第7話  | 8月16日 |
| 第8話  | 8月23日 |
| 第9話  | 8月30日 |
| 第10話 | 9月06日 |
| 第11話 | 9月13日 |
| 最終話 | 9月20日 |